# Bruceiella indurata
Bruceiella indurata — вид черевоногих молюсків родини Skeneidae. Описаний у 2019 році.

## Поширення
Вид виявлений у глибоководних гідротермальних джерелах неподалік Південних Сандвічевих островів у морі Скоша в Південному океані. Зразки зібрані з глибини 2396—2641 м.

## Опис
Ракушка спірально закручена, завширшки 2,1-5 мм та заввишки 1,2-2,8 мм.